# Boris Černigoj
Boris Černigoj, slovenski strojnik in profesor, * 2. oktober 1915, Innsbruck, † 19. april 2006, Ljubljana.

## Življenjepis
Boris Černigoj je bil strokovnjak za toplotne stroje, znanstvenik in univerzitetni profesor. Rodil se je v Innsbrucku, srednjo šolo z maturo je končal v Ljubljani, prva dva letnika univerzitetnega študija je opravil v Ljubljani na tedanjem Elektrostrojnem oddelku Tehnične fakultete, nadaljeval študij na Univerzi v Zagrebu, kjer je ob izbruhu druge svetovne vojne diplomiral za univerzitetnega inženirja strojništva. Kmalu po diplomi leta 1941 ga je za rednega asistenta nastavil Feliks Lobe, predstojnik tedanjega Zavoda za strojništvo Tehnične fakultete Univerze v Ljubljani. S tem je bila začrtana njegova uspešna pot visokošolskega pedagoga in znanstvenika, ki ji je ostal zvest polnih 39 let do svoje upokojitve leta 1980.
Boris Černigoj je bil v letih 1941 do 1948 asistent, leta 1948 je postal docent, leta 1957 izredni in leta 1968 redni profesor. Na Fakulteti za strojništvo Univerze v Ljubljani je bil večkrat prodekan in v letih 1971 do 1973 tudi njen dekan. Od 1963 do 1982 je poučeval na Višji pomorski šoli v Piranu, sedanji Fakulteti za pomorstvo in promet.
Pripadal je pionirski generaciji slovenskih visokošolskih pedagogov, ki so vzgajali prve generacije diplomiranih strojnih inženirjev in jih uspeli zelo dobro pripraviti za hiter razvoj slovenske energetike po drugi svetovni vojni. Nalogo je izpolnil vzorno, znal je poklic visokošolskega učitelja v pravi meri povezati s svojim znanstvenim in svojim zelo kvalitetnim strokovnim delom. V teh povojnih letih je projektiral, konstruiral in stavil v obratovanje več raznovrstnih strojev in naprav, vendar pa je njegovo zanimanje veljalo predvsem toplotnim turbinskim strojem: v prvih letih še aktualnim parnim batnim strojem, pozneje pa parnim in plinskim turbinam. Njegova ljubezen pa so bile plinske turbine in to že tedaj, ko so bile plinske elektrarne na samo na Slovenskem, ampak tudi v svetu še redek pojav. S svojim temeljitim strokovnim znanjem je aktivno sodeloval pri postavitvi prvih plinskih postrojev v Sloveniji, tvorno pa je pomagal graditi prav vse slovenske termoelektrarne. V Sloveniji velja za očeta toplotnih turbinskih strojev.
Kot visokošolski učitelj je napisal vrsto učbenikov in drugih strokovnih ter znanstvenih publikacij. Njegova knjiga Parne turbine je izšla leta 1956 pri Državni založbi Slovenije, članek o plinskih turbinah leta 1958 v reviji Strojniški vestnik in knjiga Osnove plinskih turbin leta 1967 pri Univerzitetni založbi. Napisal je skupaj 25 pedagoških knjig, učbenikov in drugih učnih pripomočkov na več kot 3100 tiskanih straneh.
Zelo aktivno je bilo tudi njegovo dolgoletno sodelovanje na področju slovenske strokovne terminologije pri Splošnem tehniškem slovarju in pri Slovarju slovenskega knjižnega jezika, predvsem pa pri reviji Strojniški vestnik, kjer je bil tudi član prvega uredniškega odbora. Zveza strojnih in elektrotehničnih inženirjev in tehnikov tedanje Jugoslavije ga je leta 1956 imenovala za zaslužnega člana, Zveza inženirjev in tehnikov Slovenije pa leta 1972 za svojega častnega člana. Ob upokojitvi je prejel za svoje delo visoko jugoslovansko odličje Red dela z zlatim vencem. Odlikovanje je s svojim temeljitim delom in s svojim osebnim vzgledom vsekakor zaslužil. Uredništvo Strojniškega vestnika pa mu je ob 50-letnici izhajanja revije podelilo častno plaketo. Strokovno aktiven in delaven je bil še v globoki starosti. Napolnil je 85 let, ko je izdal zelo uporaben angleško slovenski slovar za strojniško stroko.
Boris Černigoj je bil rojen pedagog širokih pogledov in bogatega strokovnega znanja, osebno pošten in vsestransko razgledan strokovnjak, ki je aktivno obvladal več svetovnih jezikov. Študentom je bil strog, vendar zelo pravičen učitelj, inženirjem v industriji pa vedno dobrodošel strokovni sogovornik in svetovalec. Bil je tudi velik ljubitelj narave in navdušen gornik, ki je poznal veliko lepih in skritih kotičkov ljubih mu slovenskih gora. Umrl je po kratki bolezni v Ljubljani, star 90 let.